# ۱۰۰ (میلادی)

## زادروزها
- مارکوس کورنلیوس فرونتو، دستورنویس، نحوی، سخن پرداز و وکیل رومی (تاریخ تقریبی)